# Europamästerskapen i kortbanesimning
Europamästerskapen i kortbanesimning arrangeras vartannat år (udda år), oftast i december och hade premiär 1991. Tävlingarna simmas i 25-metersbassäng. 1991-1994 kallades tävlingarna Europamästerskapen i sprintsimning. 1998 blev tävlingarna årliga för att bli vartannatårsarrangemang från 2013.

## Värdorter
| År   | Värdstad      | Nation         | Datum          |
| ---- | ------------- | -------------- | -------------- |
| 1991 | Gelsenkirchen | Tyskland       | 6–8 december   |
| 1992 | Esbo          | Finland        | 21–22 december |
| 1993 | Gateshead     | Storbritannien | 11–13 november |
| 1994 | Stavanger     | Norge          | 3–4 december   |
| 1996 | Rostock       | Tyskland       | 13–15 december |
| 1998 | Sheffield     | Storbritannien | 11–13 december |
| 1999 | Lissabon      | Portugal       | 9–12 december  |
| 2000 | Valencia      | Spanien        | 14–17 december |
| 2001 | Antwerpen     | Belgien        | 13–16 december |
| 2002 | Riesa         | Tyskland       | 12–15 december |
| 2003 | Dublin        | Irland         | 11–14 december |
| 2004 | Wien          | Österrike      | 9–12 december  |
| 2005 | Trieste       | Italien        | 8–11 december  |
| 2006 | Helsingfors   | Finland        | 7–10 december  |
| 2007 | Debrecen      | Ungern         | 13–16 december |
| 2008 | Rijeka        | Kroatien       | 11–14 december |
| 2009 | Istanbul      | Turkiet        | 10–13 december |
| 2010 | Eindhoven     | Nederländerna  | 25–28 november |
| 2011 | Szczecin      | Polen          | 8–11 december  |
| 2012 | Chartres      | Frankrike      | 22–25 november |
| 2013 | Herning       | Danmark        | 12–15 december |
| 2015 | Netanya       | Israel         | 2–6 december   |
| 2017 | Köpenhamn     | Danmark        | 13–17 december |
| 2019 | Glasgow       | Storbritannien | 4–8 december   |
| 2021 | Kazan         | Ryssland       | 2–7 november   |
| 2023 | Otopeni       | Rumänien       | 5–10 december  |

### Fotnoter
1. ↑  Ligue Européenne de Natation, under Evente.
2. ↑  Tom Degun (30 september 2012). ”Denmark to host 2013 European Short Course Swimming Championships” (på engelska). Behind the Games. http://www.insidethegames.biz/articles/1011109/denmark-to-host-2013-len-european-short-course-swimming-championships. Läst 4 augusti 2015.